# Ioan Leș
Ioan Leș (n. 1 septembrie 1947, Făurești, România) este un jurist român, deputat în Parlamentul României, ales la alegerile din 20 mai 1990 pe listele Frontului Salvării Naționale, în circumscripția teritorială Sibiu (1990-1992).

## Biografie
Absolvent al Facultății de Drept din Cluj, promoția 1970, obținând apoi și titlul științific de doctor în drept, sub îndrumarea profesorului Grațian Porumb (1977).
Ioan Leș este profesor universitar emerit la Universitatea Lucian Blaga din Sibiu. A fost și decan al Facultății de Drept „Simion Bărnuțiu” cadrul Universității „Lucian Blaga” din Sibiu.

## Activitate profesională
Avocat (1970 – 1975).
Lector universitar la Facultatea de drept economic și administrativ din Sibiu (1975 – 1986).
Judecător la Tribunalul județean Sibiu, ca urmare a desființării Facultății de drept economic și administrativ din Sibiu (1986).
Notar șef la Notariatul de stat județean Sibiu (1987–1990).
Profesor universitar titular la Facultatea de Drept "Simion Bărnuțiu" din Sibiu. 
Conducător de doctorat în domeniul Dreptului procesual civil (din 1997)
Decan al Facultății de Drept a Universității Româno Germane din Sibiu (1998 – 2000)
Decan al Facultății de Drept "Simion Bărnuțiu" din Sibiu(2000 – 2001 și 2008-2012)
Președinte al Fundației Universitare pentru Integrare Europeană din Sibiu(2000 – 2002)
Membru al Comisiei juridice de acreditare a titlurilor științifice și universitare din M.E.N. (2000 – 2003)
Membru al Comisiei juridice a C.N.E.A.A. (Comisia Națională de Evaluare și Acreditare Academică) (2000 - 2004)
Director coordonator al Institutului de Științe Administrative al României (2001 – 2004)
Membru fondator al Academiei de Științe Juridice din România (reînființată în anul 2015) și vicepreședinte.
Membru fondator al Asociației Internaționale a Facultăților de Drept Latine (cu sediul în Valladolid-Spania),  secretar general și în prezent vicepreședinte.

## Activitate politică
Deputat în Parlamentul României, în urma alegerilor din mai  1990 pe listele Frontului Salvării Naționale, în circumscripția teritorială Sibiu (1990 – 1992). A demisionat din Parlament la data de 19 martie 1992.
Membru în conducerea Frontului Salvării Naționale în calitate de președinte al Comisiei de Etică și Litigii (1990 – 1992)
Vicepreședinte al Comisiei de redactare a Constituției, calitate în care participă la diferite reuniuni internaționale și conduce delegația care a prezentat, pentru prima dată, în decembrie 1990, tezele proiectului de Constituție a României la Centrul O.N.U. din Geneva (1990 – 1991)
Membru al Comisiei pentru drepturile omului din Camera Deputaților (1990 – 1992)
Președinte al Grupului de prietenie România - Venezuela din Parlamentul României (1990 – 1992)
Membru fondator al Institutului Român pentru Drepturile Omului, vicepreședinte al Societății Române pentru Națiunile Unite (1990 – 1992)
Secretar general adjunct al Guvernului României și șef al Departamentului Administrației Publice Locale (1991)
Participant la lucrările Comisiei europene pentru democrație prin drept, condusă de profesorul italian La Pergola (participă la trei conferințe la Veneția) (1990 – 1992).

## Activitate diplomatică
Ambasador al României în Venezuela (1992 – 1996);
Ambasador al României în Barbados și Jamaica, cu reședința în Caracas(1993 – 1996);
Ambasador al României în Haiti, cu reședința în Caracas (1994 – 1996);
Ambasador al României în Venezuela (2004 – 2006).
La finalul mandatului de ambasador în Venezuela a fost distins cu Ordinul ”El Libertador”, clasa I, cea mai înaltă distincție ce se acordă în Venezuela.

## Activitate științifică
Autor a peste 40 tratate, cursuri și monografii în domeniul științelor juridice;
Autor a peste 250 de articole și comentarii de jurisprudență; articole și interviuri în presa centrală și locală din țară și străinătate, precum și la posturile de televiziune, mai ales, în perioada mandatului parlamentar și diplomatic (peste 50 de articole și interviuri);
Participare la diferite conferințe sau simpozioane internaționale Caracas, Merida, Valencia, Barcelona, București, Sibiu, Constanța, Craiova,Rennes și Oajaca (Mexic); Valladolid, Malaga, Coimbra.
Distins în anul 2003 de către Institutul Român pentru Drepturile Omului cu diploma pentru merite deosebite în protecția și promovarea drepturilor omului.
Printre lucrările importante, publicate în edituri de prestigiu din țară:
- Principii și Instituții de Drept procesual civil (Ed. Lumina Lex, București, 3 volume, 1998 - 1999) lucrare care în anul 1999 a primit, din partea Uniunii Juriștilor din România, premiul „Mihail Eliescu” pe anul 1999, pentru cea mai bună lucrare de drept civil;
- Sancțiunile procedurale în materie civilă, (Ed. Lumina Lex, București, 1997);
- Organizarea sistemului judiciar, a avocaturii și a activitătii notariale, (Ed. Lumina Lex, București, 1997);
- Proceduri civile speciale, (Ed. All Beck, București, 2000);
- Tratat de drept procesual civil, (Ed. All Beck, București, 2001);
- Comentariile Codului de procedură civilă(Ed. All Beck, 2 volume, București, 2001);
- Sisteme judiciare comparate, (Ed. All Beck, București, 2002), lucrare pentru care sa conferit premiul „Victor-Dan Zlătescu” al Uniunii Juriștilor din România, pe anul 2002, pentru cea mai bună monografie de drept comparat;
- Proceduri civile speciale, (ediția a II-a, Ed. All Beck, București, 2003);
- Organizarea sistemului judiciar românesc, (Ed. All Beck, București, 2004);
- Organizarea sistemului judiciar în dreptul comparat, (Ed. All Beck, București, 2005);
- Codul de procedură civilă. Comentariu pe articole, (Ed. C.H. Beck, București, 2007);
- Legislația executării silite. Comentarii și explicații, (Ed. C.H. Beck, București, 2007);
- Instituții juridice contemporane, (Ed. C.H. Beck, București, 2007, lucrare care în anul 2008 a primit, din partea Revistei Române de Drept Privat împreună cu Asociația Henri Capitant - România și în colaborare cu Uniunea Națională a Executorilor Judecătorești din România premiul „Henri Capitant” ;

Uniunii Juriștilor din România, premiul "Mihail Eliescu" pe anul 1999, pentru cea mai bună lucrare de drept civil.
- Tratat de drept procesual civil, (ediția 4, Ed. C.H. Beck, București, 2008).
- Lucrări recente:
- Codul de procedură civilă. Comentariu pe articole, Ediția 3. C. H. Beck, București 2022;
- Prin Lumea Dreptului și a Diplomației, Ed. Universul Juridic, București 2020;
- Instituții judiciare contemporane, Ed. C. H. Beck, București 2019 (în colaborare);
- Tratat de drept procesual civil, Ed. Universul Juridic, București 2020.
- Ordine, premii și medalii:
- 1.”Orden del Libertador”, clasa I, cea mai înalt ordin  venezuelean; distincția a fost acordată, de președintele Republicii Bolivariene a Venezuelei, la sfârșitul misiunii de ambasador în Venezuela, la data de 7 august 2006; 2.”Orden Andres Bello”, clasa I, acordad de președintele Statelor Unite ale Venezuelei în anul 1995, în timpul primei misiuni de ambasador la Caracas;  3.Medalia de Aur a Uniunii Internaționale a Executorilor Judecătorești și Ofițerilor Judiciari;  4.Distincția de cetățean de onoare a orașului Barcelona (Venezuela);  5.Distincția de cetățean de onoare a orașului Valencia (Venezuela);  6.Distincția de cetățean de onoare a orașului San Cristobal (Venezuela);  7.Premiul Academiei Romane “N. Titulescu” pe anul 2002 (decernat în anul 2004) pentru lucrarea Sisteme judiciare comparate;  8.Premiul “Mihail Eliescu”, acordat de Uniunea Juriștilor din România, pe anul 1999, pentru lucrarea Principii și Instituții de Drept Procesual Civil”;  9.Premiul “V. D. Zlătescu”, acordat de Uniunea Juriștilor din România, pe anul 2002, pentru lucrarea “Sisteme judiciare comparate”.  10.Diplomă pentru merite deosebite în protecția și promovarea drepturilor omului, acordată de Institutul Român pentru Drepturile Omului, în anul 2002, cu prilejul celei de a 55-a aniversări a Declarației Universale a Drepturilor Omului.  11.Premiul ”Henri Capitant” acordat de ”Revista română de drept privat” și Editura Universul Juridic, pe anul 2007, pentru lucrarea Instituții judiciare contemporane, în colaborare cu "Asociatia Henri Capitant a prietenilor culturii juridice franceze – Romania" si Uniunea Nationala a Executorilor Judecătorești din Romania”;  12.Premiul Savelly Zilberstein pentru cel mai bun articol publicat în anul 2012 în Revista română de executare silită de către Redacția Universul Juridic ;  13.Premiul ”Ilie Stoenescu”, pe anul 2011, pentru lucrarea ”Noul Cod de procedură civilă – comentariu pe articole (art.1-449)”;  14.Premiul ”Traian Ionașcu” al Revistei Române de Drept privat și a Uniunii Naționale a Executorilor Judecătorești  pe anul 2011 pentru lucrarea Noul Cod de procedură civilă. Comentariu pe articole, vol. I, Editura C.H.Beck 2011;  15.Premiul ”Mihail Eliescu” al Uniunii Juriștilor din România pentru lucrarea (în colaborare) Tratat de drept procesual civil, Universul Juridic 2015.  16.Premiul Revistei ”Dreptul” pentru publicistică științifică în domeniul dreptului, pe anul 2016 ;  17.Premiul ”Dura lex, sed lex”, pentru Opera Omnia a Uniunii Naționale a Executorilor Judecătorești 2017;  18.Diploma Universității ”Lucian Blaga” Sibiu ;  19.Diploma și Medalia de membru de onoare al Uniunii Naționale a Barourilor din România;  20.Medalia ”Tudor Drăganu”, acordat de Fundația ”Pro Iure” Tg.Mureșt ;  21.Medalia Uniunii Naționale a Executorilor Judecătorești din România ;  22.Medalia 20 de ani de la înființarea instituției notarului public, acordat de Uniunea Națională a Notarilor Publici din România (septembrie 2015);  23.Diploma de Onoare a Uniunii Juriștilor din România, 2017;  24.Distincția de onoare –Magna cum laude - a Uniunii Naționale a Executorilor Judecătorești din Republica Moldova, 2017 ;  25.Premiul ”Matei B. Cantacuzino pentru Opera Omnia acordat de Redacția ”Revista română de drept privat”, 2019;  26.Placheta Revistei Dreptul, conferită cu prilejul împlinirii a 150 de ani de la apariția primului număr al acesteia;  27.Premiul de excelență acordat de Stoica & Asociații, pentru întreaga carieră juridică, la data de 8 noiembrie 2022;  27.Doctor honoris causa a Universității ”1 Decembrie” din Alba Iulia;  29.Doctor honoris causa a Universității ”Petru Maior” Târgu Mureș;  30.Doctor honoris causa a Universității din Craiova;  31.Doctor Honoris Causa a Universității ”Ovidius” din Constanța.